# مشيخة الشعيب
مشيخة الشعيب هي إحدى الكيانات التي كانت قائمة في عهد الاستعمار البريطاني لعدن. حيث كانت جزءً من محمية عدن ثم أصبحت عضواً في اتحاد إمارات الجنوب العربي الذي خلفه اتحاد الجنوب العربي حيث انضمت إليه في 30 مارس 1963. ألغيت المشيخة في عام 1967 عند تأسيس جمهورية اليمن الديمقراطية الشعبية التي هي الآن جزء من الجمهورية اليمنية.

## الموقع
تقع مشيخة الشعيب على هضبة يتراوح ارتفاعها بين 4000 و5000 قدم في الشمال الغربي لعدن، وتبعد عنها بمسافة 140 ميلاً، وتحاذي الشعيب اليمن الشمالي سابقاً من الجهتين الشمالية والغربية، ويافع من الجهة الشرقية، والضالع وحالمين من الجهة الجنوبية. تكونت مشيخة الشعيب من ستة أقسام وهي: السيل، العردف، الرباط، القزعي، العنفدي، الحابشي، النجدي، وعاصمة المشيخة (العوابل)، ومن أهم قراها: المضو، حوف، لصبور،لودية, القزعة، بخال، مكلان، الرباط والقهرة وتتمتع المشيخة بطقس بارد لارتفاعها عن سطح البحر.

## أعلامٌ من الشعيب
- الشيخ محمد عبد الله الشعيبي.
- الناشط الاجتماعي سعيد محمد دنبوع.
- الناشط الاجتماعي محمد علي محسن (أيوب).